# 광주지방국세청
광주지방국세청(光州地方國稅廳, Gwangju Regional Tax Office)은 광주광역시, 전북특별자치도, 전라남도의 내국세 부과·감면 및 징수에 관한 사무를 관장하는 대한민국 국세청의 소속기관이다. 1966년 2월 28일 발족하였으며, 광주광역시 북구 첨단과기로208번길 43에 위치하고 있다. 청장은 고위공무원단 나등급에 속하는 일반직공무원으로 보한다.

## 연혁

### 국세청 개청이전
- 1950년 4월 1일: 재무부 소속으로 광주사세청 설치. 소속기관으로 군산·전주·이리·김제·정읍·진안·남원·목포·나주·곡성·영광·광주·벌교·강진·순천·제주세무서 설치.[2]
- 1951년 9월 1일: 해남·여수세무서 설치.[3]
- 1954년 7월 10일: 광산세무서 설치.[4]
- 1959년 2월 4일: 광산세무서를 서광주세무서로 개편.[5]
- 1962년 1월 1일: 김제·진안·곡성·영광·해남세무서 폐지.[6]
- 1963년 1월 29일: 진안세무서 설치. 금산세무서 폐지.[7]
- 1965년 5월 17일: 김제·해남세무서 설치.[8]

### 국세청 개청이후
- 1966년 2월 28일: 국세청 소속 광주지방국세청으로 개편.[9]
- 1968년 9월 1일: 남광주세무서 설치.[10]
- 1972년 2월 9일: 제주세무서를 부산지방국세청으로 이관.[11]
- 1983년 12월: 광주시 쌍촌동으로 청사 이전.
- 1989년 4월 1일: 북광주세무서를 설치하고 서광주세무서 폐지.[12]
- 1992년 2월 1일: 북전주세무서 설치.[13]
- 1995년 7월 13일: 이리세무서를 익산세무서로 개편.[14]
- 1999년 9월 1일: 서광주세무서 설치. 남광주·북전주세무서 폐지. 진안·김제·강진·벌교세무서를 각각 전주세무서 소속 진안지서·익산세무서 소속 김제지서·해남세무서 소속 강진지서·순천세무서 소속 벌교지서로 개편.[15]
- 2006년 4월 1일: 북전주세무서를 설치하고 진안지서를 소속기관으로 편입.[16]
- 2009년 5월: 광주시 오룡동으로 청사 이전.
- 2017년 2월 28일: 서광주세무서 소속으로 광산지서 설치.[17]
- 2020년 4월 : 광산지서를 광산세무서로 승격[18], 순천세무서 소속으로 광양지서 설치.

## 관할구역
- 광주광역시
- 전북특별자치도
- 전라남도

## 조직

### 청장
- 운영지원과[19]
- 감사관실[19]
- 납세자보호담당관실[19]

성실납세지원국
- 개인납세제1과[19]
- 개인납세제2과[21]
- 법인납세과[19]
- 전산관리팀[21]

징세송무국
- 징세과[19]
- 송무과[19]
- 채납자재산추적과[19]

조사제1국
- 조사관리과[19]
- 조사제1과[19]
- 조사제2과[19]

조사제2국
- 조사관리과[19]
- 조사제1과[19]
- 조사제2과[19]

### 소속기관
세무서
세무서장은 서기관 또는 기술서기관으로 보한다.
| 명칭         | 등급 | 소재                                   | 관할구역                                                                         |
| ------------ | ---- | -------------------------------------- | -------------------------------------------------------------------------------- |
| 광주세무서   | 1    | 광주광역시 동구 중앙로 154             | 광주광역시 동구, 남구 및 전라남도 곡성군, 화순군                                 |
| 북광주세무서 | 1    | 광주광역시 북구 금호로 70              | 광주광역시 북구 및 전라남도 장성군, 담양군                                       |
| 서광주세무서 | 1    | 광주광역시 서구 상무민주로6번길 31     | 광주광역시 서구                                                                  |
| 광산세무서   | 1    | 광주광역시 광산구 하남대로 83          | 광주광역시 광산구 및 전라남도 영광군                                             |
| 군산세무서   | 1    | 전북특별자치도 군산시 미장13길 49      | 전북특별자치도 군산시                                                            |
| 전주세무서   | 1    | 전북특별자치도 전주시 완산구 서곡로 95 | 전북특별자치도 전주시 완산구, 완주군                                             |
| 북전주세무서 | 1    | 전북특별자치도 전주시 덕진구 벚꽃로 33 | 전북특별자치도 전주시 덕진구, 진안군, 무주군, 장수군 천천면·장계면·계북면·계남면 |
| 익산세무서   | 1    | 전북특별자치도 익산시 익산대로52길 19  | 전북특별자치도 익산시, 김제시                                                    |
| 정읍세무서   | 2    | 전북특별자치도 정읍시 중앙1길 93       | 전북특별자치도 정읍시, 고창군, 부안군                                            |
| 남원세무서   | 2    | 전북특별자치도 남원시 광한북로 94-23   | 전북특별자치도 남원시, 순창군, 임실군, 장수군                                    |
| 목포세무서   | 1    | 전라남도 목포시 호남로58번길 19        | 전라남도 목포시, 무안군, 신안군, 영암군 삼호읍                                   |
| 나주세무서   | 2    | 전라남도 나주시 재신길 33              | 전라남도 나주시, 영암군                                                          |
| 해남세무서   | 2    | 전라남도 해남군 해남읍 중앙1로 18      | 전라남도 해남군, 완도군, 진도군, 강진군, 장흥군                                  |
| 순천세무서   | 1    | 전라남도 순천시 연향번영길 64          | 전라남도 순천시, 광양시, 구례군, 보성군, 고흥군                                  |
| 여수세무서   | 1    | 전라남도 여수시 좌수영로 948-5         | 전라남도 여수시                                                                  |

지서
지서장은 행정사무관 또는 세무주사로 보한다.
| 세무서명     | 명칭     | 소재                                   | 관할구역                                                          |
| ------------ | -------- | -------------------------------------- | ----------------------------------------------------------------- |
| 북전주세무서 | 진안지서 | 전북특별자치도 진안군 진안읍 중앙로 45 | 전북특별자치도 진안군, 무주군, 장수군 천천면·장계면·계북면·계남면 |
| 익산세무서   | 김제지서 | 전북특별자치도 김제시 신풍길 205       | 전북특별자치도 김제시                                             |
| 해남세무서   | 강진지서 | 전라남도 강진군 강진읍 사의재길 1      | 전라남도 강진군, 장흥군                                           |
| 순천세무서   | 광양지서 | 전라남도 광양시 중마중앙로 149         | 전라남도 광양시                                                   |
| 순천세무서   | 벌교지서 | 전라남도 보성군 벌교읍 채동선로 260    | 전라남도 보성군, 고흥군                                           |